# 多田惠藏
多田 惠藏（ただ けいぞう、1970年4月22日 - ）は、日本の地震、火山噴火予知研究者。千葉県生まれ、神奈川県在住。
TADA地震火山予知研究所の代表である。

## 経歴
- 2011年3月12日 - 東日本大震災（東北地方太平洋沖地震）を期に地震予知研究を開始。
- 2011年11月26日 - TADA法である音波解析法（スペクトラムアナライザによる音波の観測にて、世界の地震と火山噴火を把握できる予知手法）を発見し、観測を開始。ブログにて観測結果及び予知情報の配信。
- 2016年7月3日 - まぐまぐメールマガジンにて地震と火山噴火情報を配信開始。世界中の大使館や報道機関、自治体等に予知情報を配信。

### 学会活動等
- 2013年5月23日 - 公益社団法人日本地震学会に正会員として入会
- 2015年10月26日 - 日本地震学会 2015年秋季大会にて「電波により搬送された音波の観測による地震予知」を発表

- 2017年5月1日 - 東京大学地震研究所・地震火山噴火予知研究協議会主催（文部科学省後援）の「次期計画検討シンポジウム」にて、32番目の項目で「音波解析法による地震火山予知を防災に活かす方法論」を発表